# Crosey-le-Petit
Crosey-le-Petit – miejscowość i gmina we Francji, w regionie Burgundia-Franche-Comté, w departamencie Doubs.
Według danych na rok 1990 gminę zamieszkiwało 108 osób, a gęstość zaludnienia wynosiła 11 osób/km² (wśród 1786 gmin Franche-Comté Crosey-le-Petit plasuje się na 635. miejscu pod względem liczby ludności, natomiast pod względem powierzchni na miejscu 446.).